# Oberonia bantaengensis
Oberonia bantaengensis är en orkidéart som beskrevs av Johannes Jacobus Smith. Oberonia bantaengensis ingår i släktet Oberonia och familjen orkidéer.
Artens utbredningsområde är Sulawesi. Inga underarter finns listade i Catalogue of Life.